# 켄 보먼
켄 바우먼(Ken Baumann, 1989년 8월 8일 ~ )은 미국의 배우이다.

## 참여 작품

### 텔레비전
- 미국 십대의 비밀생활
- 캐슬 (드라마)